# Kazimierz Siarkiewicz

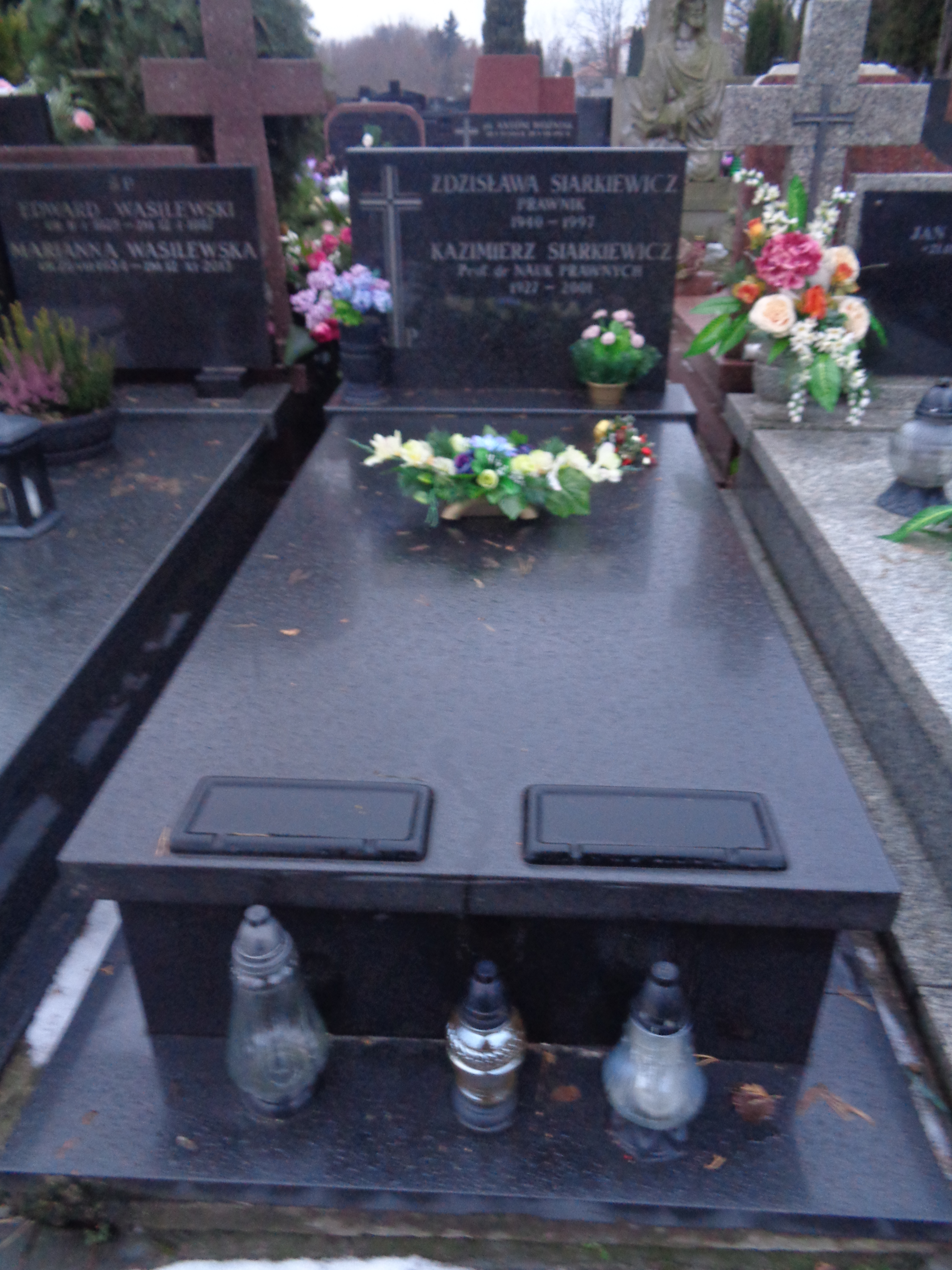
Grób Kazimierza Siarkiewicza na starym cmentarzu na Służewie

Kazimierz Siarkiewicz (ur. 10 stycznia 1927, zm. 14 września 2001) – polski prawnik, profesor nauk prawnych, urzędnik w Urzędzie Rady Ministrów, wykładowca Akademii Spraw Wewnętrznych w Warszawie, nauczyciel akademicki Uczelni Łazarskiego w Warszawie, specjalności: prawo administracyjne, prawo karno-skarbowe, prawo podatkowe, prawo samorządowe.

## Życiorys
W 1953 ukończył studia na kierunku prawo na Wydziale Prawa Uniwersytetu Wrocławskiego. W 1966 uzyskał stopień naukowy doktora, na podstawie pracy Nadzór w systemie rad narodowych napisanej pod kierunkiem Tadeusza Bigo. W 1968 został dyrektorem biura prawnego w Urzędzie Rady Ministrów, od 1979 był dyrektorem generalnym URM. W 1976 nadano mu tytuł profesora nadzwyczajnego nauk prawnych.
Zasiadał w Radzie Legislacyjnej przy Prezesie Rady Ministrów I, II i III kadencji (1973–1984).
W latach 80. wykładał w Akademii Spraw Wewnętrznych. Uczestniczył w obradach Okrągłego Stołu jako ekspert w podzespole ds. rolnictwa.
Był nauczycielem akademickim w Almamer Wyższej Szkole Ekonomicznej w Warszawie oraz w Wyższej Szkole Handlu i Prawa im. Ryszarda Łazarskiego w Warszawie na Wydziale Prawa, gdzie pełnił funkcję kierownika Katedry Postępowania Administracyjnego.

## Wybrane publikacje
- Wybrane przepisy prawne dla działaczy rad narodowych (1961)
- Biegły w sprawach szkód górniczych (1968)
- Nadzór nad radami narodowymi i ich organami (1968)
- Działania normodawcze rad narodowych i ich organów (współautor: Henryk Rot, 1970)
- Uchwałodawcza działalność rad narodowych i ich prezydiów (1970)
- Dochodzenie i naprawianie szkód górniczych (1972)
- Akty normatywne terenowych organów władzy i administracji państwowej (współautor: Henryk Rot, 1977)
- Kształtowanie się ustroju kolegiów (1977)
- Zasady tworzenia prawa miejscowego (współautor: Henryk Rot, 1994)[4]